# Tettigidea chichimeca
Tettigidea chichimeca är en insektsart som först beskrevs av Henri Saussure 1861.  Tettigidea chichimeca ingår i släktet Tettigidea och familjen torngräshoppor. Inga underarter finns listade i Catalogue of Life.